# 盐井镇 (盐津县)
盐井镇，是中华人民共和国云南省昭通市盐津县下辖的一个镇。

## 行政区划
盐井镇下辖以下地区：
水井街社区、老街社区、文兴街社区、黄葛槽社区、柏树村、芭蕉村、黎山村、花包村、桃子村、长沟村、高桥村、水田村、仁和村和椒子村。